# Manfred Bruckschen
Manfred Bruckschen (* 13. Juni 1938 in Rheinhausen; † 22. Januar 2019) war ein deutscher Politiker (SPD) und Betriebsrat.

## Leben
Nach einem Volksschulabschluss im Jahr 1953 und anschließender Berufsschule absolvierte Bruckschen die Facharbeiterprüfung als Dreher 1956. Bis 1966 war er als Facharbeiter tätig. 1966 wurde er Mitglied des Betriebsrats der Krupp-Stahl AG in Rheinhausen, 1984 (bis 1992) Betriebsratsvorsitzender und 2. Vorsitzender des Gesamtbetriebsrats. 1992 bis 1995 war Bruckschen 2. Vorsitzender des Betriebsrates der Krupp/Hoesch Stahl AG, Werk Rheinhausen, und von 1978 bis 1993 Mitglied des Aufsichtsrates der Krupp-Stahl AG.
Bruckschen war von 1964 bis 1975 Mitglied im Kreistag des Kreises Moers und von 1975 bis 1985 Mitglied der Bezirksvertretung Rheinhausen. Von 1990 bis 2000 war er Abgeordneter des elften und zwölften Landtags von Nordrhein-Westfalen. Er zog jeweils als direkt gewählter Kandidat für den Wahlkreis Duisburg III in den Landtag ein.
Während seiner Zeit als Landtagsabgeordneter kam Bruckschen wegen Alkoholproblemen und des rechtmäßigen gleichzeitigen Bezugs von Abgeordnetendiäten und Arbeitslosengeld in negative Schlagzeilen.